# Pouillé (Vienne)
Pouillé ist eine französische Gemeinde mit 731 Einwohnern (Stand: 1. Januar 2022) im Département Vienne in der Region Nouvelle-Aquitaine (vor 2016: Poitou-Charentes); sie gehört zum Arrondissement Poitiers und zum Kanton Chasseneuil-du-Poitou (bis 2015: Kanton Saint-Julien-l’Ars). Die Einwohner werden Pouillasous genannt.

## Geographie
Pouillé liegt etwa 18 Kilometer ostsüdöstlich von Poitiers. Umgeben wird Pouillé von den Nachbargemeinden Jardres im Norden, Chauvigny im Osten, Valdivienne im Südosten, Tercé im Süden sowie Saint-Julien-l’Ars im Westen.

## Bevölkerungsentwicklung
| Jahr                      | 1962 | 1968 | 1975 | 1982 | 1990 | 1999 | 2006 | 2013 |
| Einwohner                 | 291  | 289  | 316  | 366  | 419  | 510  | 584  | 632  |
| Quelle: Cassini und INSEE |      |      |      |      |      |      |      |      |

## Sehenswürdigkeiten
- Kirche Saint-Martin, seit 1973 Monument historique